# Бымовский завод
Бы́мовский медеплави́льный заво́д — один из старейших медеплавильных заводов в Западном Приуралье, действовавший на реке Бым в 1736—1899 годах.

## История

### XVIII век
Завод был основан А. Н. Демидовым в 35 верстах от Кунгура, в 70 верстах от Осы, на реке Бым. Земля под строительство завода была арендована у ясачных татар Кунгурского уезда. Необходимость строительства нового завода была вызвана наличием у Демидова нескольких медных рудников в этом районе, снабжавших сырьём Суксунский завод, находившийся на значительном удалении, что обусловливало высокие затраты на транспортировку. Поэтому Бымовский завод решили строить на расстоянии всего от 1 до 15 вёрст от разрабатываемых рудников. Разрешение Сибирского обер-бергамта на строительство было получено 15 сентября 1733 года, выплавка меди началась на заводе в сентябре 1736 года. К концу года было выплавлено 100 пудов меди.
В 1737 году было произведено 525 пудов меди, в 1740 году — 1258 пудов, в 1741 году — 228 пудов, в 1745 году — 2287 пудов меди. Оборудование завода было представлено 6 плавильными печами, перечистка меди осуществлялась на Суксунском заводе (позднее — на Ашапском). С момента запуска завод постоянно сталкивался с недостатком воды в пруду и низким содержанием меди в руде, что приводило к срывам в работе.
В 1751 году на заводе работали 6 медеплавильных печей, 2 горна, фабрика для обжига, гармахерская фабрика, рудобойный молот. В 1771 году к этому добавились мусорная толчея и 2 кузницы на 7 горнов. В 1750-х годах максимальная годовая производительность завода составляла 5284 пудов (в 1752 году). В 1758 году Бымовский завод перешёл по наследству Г. А. Демидову, а после 1765 года — его наследникам. В 1760-х годах максимальная годовая производительность завода достигла уровня 8391 пудов (в 1766 году). Рост производительности прервался из-за событий Крестьянской войны. В 1773 году завод простаивал, в 1774 году было произведено 854 пудов меди, в 1775 году — 4529 пудов.
По состоянию на 1780 год парк оборудования завода включал в себя 6 медеплавильных печей, 3 гармахерских горна, кузницу на 2 горна и мусорную толчею. На заводе работали приписные крестьяне из деревень Кунгурского уезда, а также 571 человек мастеровых и работных людей. Лесная дача была отведена заводу на 60 лет. К концу XVIII века штат завода состоял из 840 мастеровых и работных людей и 2252 приписных крестьян. В 1780—1790 годах производительность завода колебалась в пределах 2836 (1781 год) до 9630 (1790 год) пудов меди. С 1736 по 1800 год на заводе было суммарно произведено 255 559 пудов меди.

### XIX век
В 1809 году на заводе имелась земляная плотина длиной 80 саженей, шириной 12 саженей и высотой 13 аршин. Оборудование завода состояло из 6 медеплавильных печей с 5 призматическими деревянными мехами, лесопильной мельницы, кузницы на 2 горна и вспомогательных цехов. Медная руда с содержанием 2—3 % меди доставлялась с Катеринского, Михайловского и Суботинского рудников, расположенных на расстоянии 7—10 вёрст от завода. Из 100 пудов руды производилось 6—7,5 пудов чугуноватой меди и 2,5-3 пуда медноватого чугуна. В качестве флюса использовался известковый песок в количестве 40 пудов на 100 пудов руды. Угольные курени были удалены на 1—12 вёрст от завода. На заводских работах были заняты 2075 приписных крестьян мужского пола, а также 860 крепостных заводовладельца.
В начале XIX века обострились проблемы с обеспечением завода рудой. Рудники истощались и часто затапливались водой. Это привело к снижению объёмов выплавки меди и убыточности завода. В 1820-е годы производительность завода колебалась в пределах 1296 (1824 год) — 5138 (1827 год) пудов меди. В 1847 году Бымовский завод в составе Суксунского горного округа был передан в казённое управление. В 1848 году завод перешёл под управление Товарищества Суксунских горных заводов.
В 1859 году количество действующих заводских рудников достигло 114. В этому же году на заводе функционировали 8 медеплавильных печей шахтного типа, 1 гармахерский горн, 1 водяное колесо мощностью 46,5 л. с. В 1801—1860 годах Бымовский и Ашапский завод выплавили суммарно 765 866 пудов меди.
В 1863 году завод вновь перешёл в казённое управление. Обострились проблемы с обеспечением завода топливом. Площадь лесной дачи, располагавшейся в Осинском и Кунгурском уездах, сократилась с 24,2 тыс. десятин в 1869 году до 600 десятин к началу 1880-х годов. Финансовые проблемы усугубились в этот период повышением налоговой нагрузки со стороны Осинского и Кунгурского уездных земств. В 1870 году Бымовский и Ашапский заводы выплавили суммарно 113 пудов меди. В этому же году Бымовский завод был остановлен из-за отсутствия угля, Ашапский — из-за сильного пожара. Заводские рудники переключились на снабжение Юговского завода.
В 1858 году в заводском посёлке насчитывался 1991 житель обоего пола. На начало 1870-х годов в заводском посёлке насчитывалось 780 домов и 4152 жителя (1994 мужчины и 2158 женщин). Посёлок отличался жёсткой прямоугольной системой плана с разделением на две взаимоперпендикулярных части, смыкавшихся по линии плотины.
В период 1871—1889 годов завод простаивал. В 1889 году практически разрушенный завод взял в аренду, а в 1890 году выкупил В. А. Хлудов. Новый владелец построил 2 однофурменных шахтных горна, медеплавильную печь системы Рашета с 8 фурмами, шплейзофен и гармахерский горн. Это сделало Бымовский завод предприятием полного технологического цикла. В 1890 году была проведена пробная плавка на 341 пуд меди. В 1891 году завод проработал до 1 июля и вновь был остановлен.
24 сентября 1891 года завод перешёл в собственность А. Н. Курочкина. К 1893 году площадь лесной дачи сократилась до 450 десятин, завод испытывал острую нехватку руды. В 1892 году на завод поступило 1,5 тыс. пудов сырья с собственных рудников и закуплено 2,5 тыс. пудов у вольных рудокопов. Из-за нестабильного обеспечения рудой и топливом в 1890-х годах завод работал с постоянным остановками. В частности, в 1892, 1894 и 1896 годах завод не работал круглогодично. В 1899 году завод был окончательно остановлен.
За весь период своего существования Бымовский завод совместно с Ашапским произвёл 1 222 398 пудов (более 20 тысяч тонн) меди.